# NGC 6569
NGC 6569 ist ein Kugelsternhaufen im Sternbild Schütze. Der Kugelsternhaufen wurde im Jahr 1784 von dem Astronomen William Herschel mit seinem 18,7-Zoll-Teleskop entdeckt und die Entdeckung später im New General Catalogue verzeichnet.